# Begovo Brdo, Srbija
Begovo Brdo (izvirno srbsko Бегово Брдо) je naselje v Srbiji, ki upravno spada pod Občino Kruševac; slednja pa je del Rasinskega upravnega okraja.

## Demografija
V naselju, katerega izvirno (srbsko-cirilično) ime je Бегово Брдо, živi 415 polnoletnih prebivalcev, pri čemer je njihova povprečna starost 36,9 let (36,1 pri moških in 37,6 pri ženskah). Naselje ima 143 gospodinjstev, pri čemer je povprečno število članov na gospodinjstvo 3,68.
To naselje je, glede na rezultate popisa iz leta 2002, večinoma srbsko.
|  |

| Demografija | Demografija     | Demografija     |
| Leto        | Št. prebivalcev | Št. prebivalcev |
| ----------- | --------------- | --------------- |
|             |                 |                 |
|             |                 |                 |
|             |                 |                 |
|             |                 |                 |
| 1948        | 213             |                 |
| 1953        | 219             |                 |
| 1961        | 225             |                 |
| 1971        | 195             |                 |
| 1981        | 307             |                 |
| 1991        | 537             | 527             |
| 2002        | 543             | 526             |
|             |                 |                 |

| Etnična sestava po popisu iz leta 2002 | Etnična sestava po popisu iz leta 2002 | Etnična sestava po popisu iz leta 2002 | Etnična sestava po popisu iz leta 2002 | Etnična sestava po popisu iz leta 2002 |
| -------------------------------------- | -------------------------------------- | -------------------------------------- | -------------------------------------- | -------------------------------------- |
| Srbi                                   | Srbi                                   |                                        | 516                                    | 98,09%                                 |
| Črnogorci                              | Črnogorci                              |                                        | 6                                      | 1,14%                                  |
| Neznano                                | Neznano                                |                                        | 4                                      | 0,76%                                  |